# ستيفن كيلي (كبير الإداريين التنفيذيين)
ستيفن كيلي (بالإنجليزية: Steven Kelly)‏ هو كبير الإداريين التنفيذيين باهاماسي، ولد في 15 فبراير 1955.

## وصلات خارجية
- ستيفن كيلي على موقع أوليمبيديا (الإنجليزية)